# Eburia cacapyra
Eburia cacapyra är en skalbaggsart som beskrevs av Martins 2000. Eburia cacapyra ingår i släktet Eburia och familjen långhorningar. Inga underarter finns listade i Catalogue of Life.